# Dead to Fall
Dead to Fall – amerykańska grupa wykonująca muzykę z pogranicza metalcoreu i melodic death metalu. Powstała w 1999 roku w Chicago w stanie Illinois. W 2008 roku formacja została rozwiązana.

## Dyskografia
Albumy studyjne
- Everything I Touch Falls to Pieces (2002, Victory Records)
- Villainy & Virtue (2004, Victory Records)
- The Phoenix Throne (2006, Victory Records)
- Are You Serious? (2008, Victory Records)

Kompilacje
- Summer of Metal Sampler (2006, Victory Records)

Single
- The Pheonix Throne Promo (2006, Victory Records)

Dema
- ...For the Memories (2000, wydanie własne, demo)
- Demo (2000, wydanie własne, demo)